# Districtul Ban Phaeng
Ban Phaeng (în thailandeză บ้านแพง) este un district (Amphoe) din provincia Nakhon Phanom, Thailanda, cu o populație de 34.232 de locuitori și o suprafață de 284,7 km².

## Componență
Districtul este subdivizat în 6 subdistricte (tambon), care sunt subdivizate în 75 de sate (muban).
| Nr. | Nume       | În thailandeză | Sate | Locuitori |
| --- | ---------- | -------------- | ---- | --------- |
| 1.  | Ban Phaeng | บ้านแพง         | 14   | 9,239     |
| 2.  | Phai Lom   | ไผ่ล้อม          | 13   | 3,183     |
| 3.  | Phon Thong | โพนทอง         | 14   | 5,197     |
| 4.  | Nong Waeng | หนองแวง        | 17   | 9,300     |
| 8.  | Na Ngua    | นางัว           | 11   | 5,096     |
| 9.  | Na Khe     | นาเข           | 06   | 2,217     |